# Шэньчжоу-4
Шэньчжоу-4 (кит. 神舟4号) — беспилотный космический корабль КНР. Четвёртый из кораблей серии «Шэньчжоу».

## Цель полёта
Шэньчжоу-4 был заключительным полётом, в серии беспилотных полётов, перед полётом человека в космос на этом корабле. Это был значительно более усовершенствованной корабль по сравнению с тремя предыдущими аппаратами этой серии, уже совершившими полёты в космос. Во время подготовки к полёту в кабине корабля работали космонавты, отрабатывая подготовку к пилотируемому полёту. Помимо различной аппаратуры (в том числе полноценной панели управления), для проверки готовности системы жизнеобеспечения во время полёта в спускаемом аппарате был размещен манекен космонавта в скафандре.
Орбитальный модуль корабля продолжал полёт, и в конце января — начале февраля 2003 года совершил, как минимум, два манёвра.